# Edessa (Griechenland)

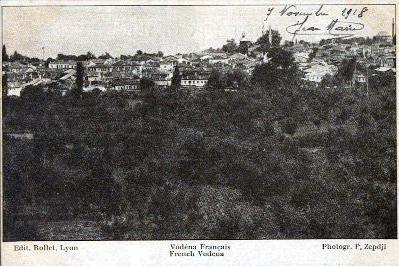
Blick auf Edessa, 1918

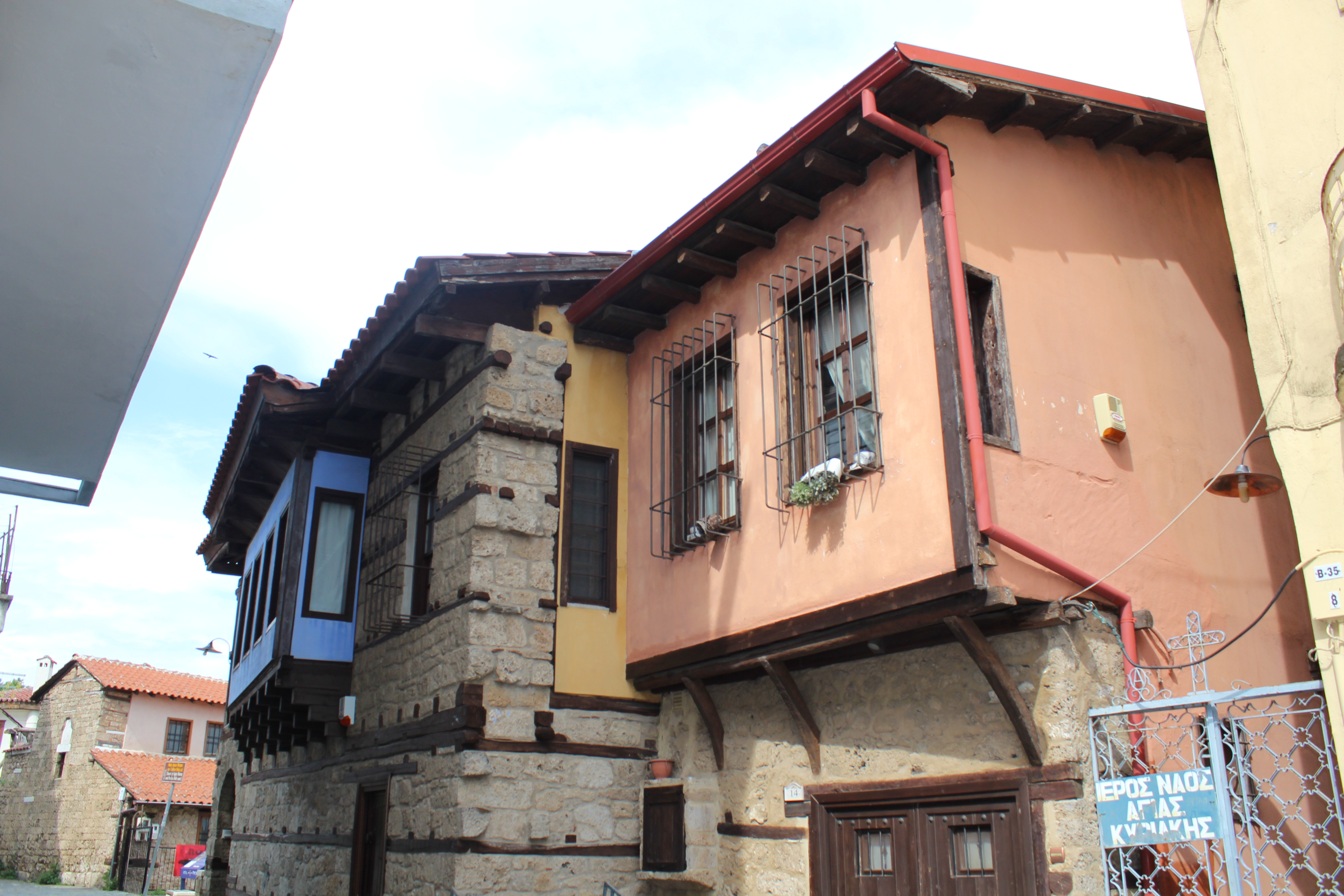
Traditionelles Haus mit Sachnisi-Auskragung

Edessa (griechisch Έδεσσα (f. sg.), südslawisch Voden Воден, osmanisch bis 1913 Vodine oder Vodina) ist eine Stadt und Gemeinde (Dimos Δήμος) im Regionalbezirk Pella der Region Zentralmakedonien. Sie wird Stadt des Wassers genannt. Zu den Sehenswürdigkeiten gehören die Wasserfälle am Stadtrand.

## Geschichte

### Name
Der Name der Stadt ist von einem phrygischen Wort abgeleitet und bedeutet „ein Schloss im Wasser“ oder „die Stadt auf dem Wasser“.

### Antike
Die Stadt Edessa stand zeitweilig im Mittelpunkt der antiken makedonischen Kultur. Schon in prähistorischer Zeit wurde das Land von Menschen bewohnt und erlebte während der Herrschaft der Makedonier eine Blütezeit. In Edessa trifft man auf die Spuren einer Kultur, deren Präsenz von der Antike über Byzanz bis zur christlichen Epoche reicht.
Edessa war bis in das 6. Jahrhundert v. Chr. die erste Hauptstadt des Königreiches Makedonien. Die Überreste der antiken Stadt finden sich südöstlich der heutigen Stadt. Die Hauptstadt des Königreiches Makedonien wurde im weiteren Verlauf nach Vergina verlegt. Mit der makedonischen Niederlage gegen das Römische Reich 168 v. Chr. in der Schlacht von Pydna verlor Edessa wie der Rest Makedoniens seine Unabhängigkeit. 148 v. Chr. wurde die Stadt Teil der römischen Provinz Makedonien.
Die römische Kontrolle bestand bis zur Reichsteilung 395 n. Chr.; Edessa fiel in deren Rahmen an das Byzantinische Reich. 

### Mittelalter
Dieses übte – nicht ohne Unterbrechungen – die Kontrolle über die Stadt bis zum Ende des 14. Jahrhunderts aus. Im 9. Jahrhundert wurde die byzantinische Herrschaft vom Ersten Bulgarischen Reich unterbrochen. 1204 wurde Edessa nach dem Fall von Konstantinopel im Vierten Kreuzzug Bestandteil des Königreiches Thessaloniki. Spätestens 1225 endete diese Herrschaft durch den Fall von Thessaloniki nach dem Angriff des byzantinischen Nachfolgestaates Despotat von Epirus. Das Despotat konnte die Kontrolle über Edessa bis spätestens 1259 ausüben; die Niederlage des Despotats gegen das Kaiserreich Nicäa brachte Edessa wieder unter byzantinische Kontrolle. Mitte des 14. Jahrhunderts dehnte das Königreich Serbien sein Herrschaftsgebiet auf große Teile Festlandgriechenlands aus, darunter auch Edessa. Das serbische Königreich konnte diesen Besitz nach dem Tod König Stefan IV. Uros Dusan nicht halten, und Edessa fiel an das Byzantinische Reich zurück.
Ende des 14. Jahrhunderts eroberten die Osmanen Edessa und hielten es anschließend bis 1912. Während der osmanischen Zeit war der Name Vodena geläufiger, allerdings wurde auch weiterhin (seltener) der Name Edessa benutzt. 

### Neuzeit
Im ersten Balkankrieg marschierten griechische Truppen am 1. November 1912 in Edessa ein und besetzten die Stadt. Im Frieden von Bukarest nach dem zweiten Balkankrieg 1913 wurde Edessa endgültig dem Königreich Griechenland zugeordnet und erhielt 1918 den Status einer Stadtgemeinde (dimos). Erhebliche Gebietserweiterungen erfuhr die Gemeinde 1997, als neun Dörfer eingemeindet wurden, und 2010, als die Nachbargemeinde Vegoritida zu Edessa kam.
Am 2. November 1962 überschwemmte der Fluss Edessa östlich und unterhalb der Stadt das heutige Gemeindegebiet im Bereich der Ortschaft Rizario und zerstörte die Apfelbäume in dieser Region.

### Einwohnerentwicklung der Kernstadt
Edessa ist heute nach Giannitsa die zweitgrößte Stadt im Regionalbezirk Pella.
| Jahr | Einwohner | Veränderung |
| ---- | --------- | ----------- |
| 1913 | 8.846     | —           |
| 1920 | 9.441     | +595        |
| 1928 | 13.115    | +3.674      |
| 1940 | 12.000    | −1.115      |
| 1951 | 14.940    | +2.940      |
| 1961 | 15.534    | +594        |
| 1971 | 13.967    | −1.567      |
| 1981 | 16.642    | +2.675      |
| 1991 | 17.128    | +486        |
| 2001 | 18.253    | +1.125      |
| 2011 | 18.229    | −34         |

## Die Wasserfälle

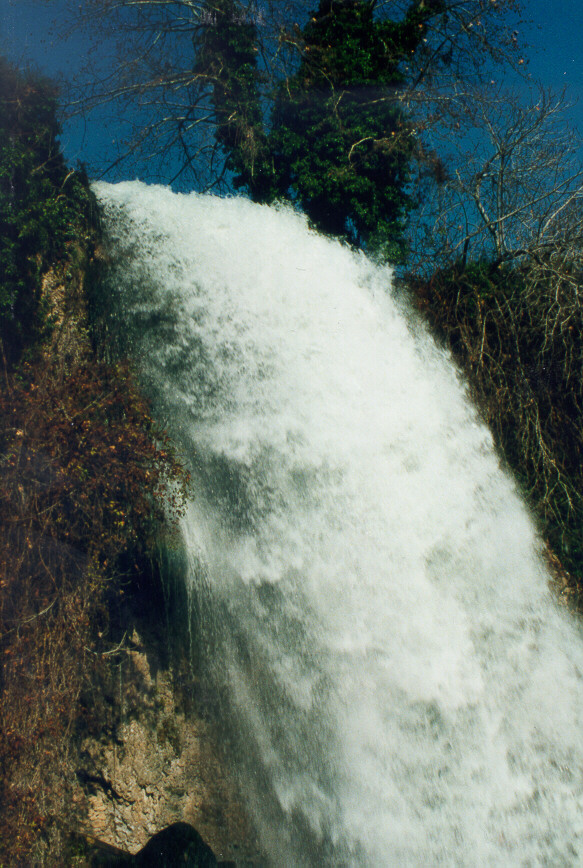
Der Wasserfall Karanos

Die Gestalt der Wasserfälle von Edessa veränderte sich im Laufe der Zeit. Bis Ende des 14. Jahrhunderts sammelte sich das Wasser in einem kleinen See im Westen der Stadt. Nach einem Erdbeben oder einem starken Unwetter ergoss sich das Wasser durch die Stadt bis zu einem Abgrund, an dem sich dann die heutigen Wasserfälle bildeten. Viele Besucher des 17. und 18. Jahrhunderts beschrieben die Stadt als einen hohen Felsen, von dem viele Wasserfälle hinunterstürzen. 1963 führten Bauarbeiten der griechischen Stromgesellschaft DEI (ΔΕΗ) am Wasserkraftwerk Agras am Fluss Edessa westlich der Stadt dazu, dass die Wasserfälle zu versiegen drohten. Die Bürger von Edessa protestierten dagegen heftig und zwangen am 19. August 1963 durch erhebliche Proteste zur Einstellung der Bauarbeiten.
Heute sind die Wasserfälle von Edessa eine in ganz Griechenland und Europa einzigartige Attraktion. Vom größten Wasserfall namens „Karanos“ (s. Bild rechts) stürzen die Wassermassen 70 Meter in die Tiefe.

## Verkehr
Der Bahnhof von Edessa liegt an der Bahnstrecke Thessaloniki–Florina. 

## Persönlichkeiten
- Meletios Mišković (* 1999), serbisch-griechischer Fußballspieler